# Вільгельм-Генріх фон Пюклер унд Лімпург
Граф Вільгельм-Генріх фон Пюклер унд Лімпург (нім. Wilhelm-Heinrich Graf von Pückler und Limpurg; 9 березня 1913, Людвігсбург — 10 травня 1943, Атлантичний океан) — німецький офіцер-підводник, капітан-лейтенант крігсмаріне.

## Біографія
8 квітня 1934 року вступив на флот. З березня 1939 року — вахтовий офіцер 2-ї флотилії мінних тральщиків. З травня 1940 року — командир 2-ї флотилії R-катерів. В січні-червні 1941 року пройшов курс підводника. З червня 1941 року — 1-й вахтовий офіцер на підводному човні U-101. З листопада 1941 по січень 1942 року пройшов курс командира човна. З 25 лютого 1942 року — командир U-381, на якому здійснив 3 походи (разом 156 днів у морі). 10 травня 1943 року U-381 і всі 47 членів екіпажу зникли безвісти в Північній Атлантиці.

## Звання
- Кандидат в офіцери (8 квітня 1934)
- Морський кадет (26 вересня 1934)
- Фенріх-цур-зее (1 липня 1935)
- Оберфенріх-цур-зее (1 січня 1937)
- Лейтенант-цур-зее (1 квітня 1937)
- Оберлейтенант-цур-зее (1 квітня 1939)
- Капітан-лейтенант (1 квітня 1942)

## Нагороди
- Медаль «За вислугу років у Вермахті» 4-го класу (4 роки)
- Іспанський хрест в бронзі з мечами (6 червня 1939)
- Залізний хрест 2-го класу (1939)
- Нагрудний знак мінних тральщиків (1940)
- Нагрудний знак підводника (17 листопада 1941)